# Gisela Deege
Gisela Deege (* 24. November 1928 in Berlin; † 15. August 1997 in Settimelli-Lazare in Südfrankreich) war eine deutsche Balletttänzerin.

## Leben
Gisela Deege besuchte ab dem achten Lebensjahr eine Berliner Ballettschule und wurde bereits im Alter von 11 Jahren in die Ausbildungsklasse der Schule von  Tatjana Gsovsky aufgenommen. Außerdem erhielt sie Unterricht bei Sabine Ress und bei Lubov Egorova in Paris. Ihre erste große Rolle war am 8. November 1942 die Julia in der Uraufführung des Romeo-und-Julia-Balletts Die Liebenden von Verona mit der Musik von Leo Spies und dem Libretto und der Choreographie von Tatjana Gsovsky am Opernhaus in Leipzig. Von 1946 bis 1950 wirkte sie als Solotänzerin an der Staatsoper Berlin, machte aber auch durch mehrere Auftritte im Revue-Theater Friedrichstadt-Palast Abstecher in die leichte Muse. In der Spielzeit 1950/1951 war sie als Solotänzerin am Deutschen Theater Göttingen engagiert, wo sie unter der Ballettleitung von Hans von Kusserow mit Kollegin wie Marcel Luipart oder Erich Walter als Partnern tanzte. 1951 ging sie mit dem Abraxas-Ballett von Werner Egk in der Choreographie von Helge Peters-Pawlinin als Margarete auf  Tournee durch die Bundesrepublik. In den Jahren 1952 und 1953 wirkte sie als Solotänzerin neben der Primaballerina Natascha Trofimowa an der Staatsoper in Hamburg. Ab der Spielzeit 1953/1954 hatte sie bis 1964 ein Engagement als eine von mehreren I. Solotänzerinnen an der Städtischen/Deutschen Oper in Berlin. In dieser Zeit absolvierte sie unter Tatjana Gsovsky zahlreiche Tourneen mit dem 1955 gegründeten Berliner Ballett, u. a. drei Monate lang durch die USA mit etwa 80 Auftritten in 38 Staaten.
Neben ihren Auftritten im Tanztheater war Gisela Deege auch im Film tätig, wo sie allerdings hauptsächlich Rollen als Tänzerin übernahm.

## Bühne
- 1946: Der Pfeil (Ballett) – Choreographie: Tatjana Gsovsky (Deutsche Staatsoper Berlin – Admiralspalast), Musik: Fried Walter
- 1947: Mädchen und Teufel (Revue) (Ballettsolistin) – (Friedrichstadt-Palast Berlin)
- 1947: Der Zauberladen (Ballett) (Maja) – Choreographie: Tatjana Gsovsky  (Deutsche Staatsoper Berlin – Admiralspalast), Musik: Ottorino Respighi
- 1948: Romeo und Julia (Ballett) (Julia) – Choreographie: Tatjana Gsovsky (Deutsche Staatsoper Berlin – Admiralspalast), Musik: Sergei Prokofjew
- 1950: Der Abenteurer von Venedig (Revue) (Ballettsolistin) – (Friedrichstadt-Palast Berlin)
- 1950: Aus der Luft gegriffen (Revue) (Ballettsolistin) – (Friedrichstadt-Palast Berlin)
- 1953: Hamlet (Ballett) – Choreographie: Tatjana Gsovsky (Städtische Oper Berlin), Musik: Boris Blacher
- 1954: Pelleas und Melisande (Ballett) – Choreographie: Tatjana Gsovsky (Städtische Oper Berlin), Musik: Max Baumann
- 1954: Der rote Mantel (Ballett) – Choreographie: Tatjana Gsovsky (Städtische Oper Berlin), Musik: Luigi Nono
- 1955: Labyrinth (Ballett) – Choreographie: Tatjana Gsovsky (Städtische Oper Berlin), Musik: Klaus Sonnenburg
- 1955: Souvenirs (Ballett) – Choreographie: Tatjana Gsovsky (Städtische Oper Berlin), Musik: Jacques Offenbach/S. Karlinsky
- 1955: Ballade (Ballett) – Choreographie: Tatjana Gsovsky (Städtische Oper Berlin), Musik: Ernst von Dohnányi
- 1955: Orphée (Ballett) – Choreographie: Tatjana Gsovsky (Städtische Oper Berlin), Musik: Franz Liszt
- 1956: Der Mohr von Venedig (Ballett) – Choreographie: Tatjana Gsovsky (Städtische Oper Berlin), Musik: Boris Blacher
- 1959: Schwarze Sonne (Ballett) – Choreographie: Tatjana Gsovsky (Städtische Oper Berlin), Musik: Heinz Friedrich Hartig
- 1960: Paean (Ballett) – Choreographie: Tatjana Gsovsky (Städtische Oper Berlin), Musik: Remi Gassmann/Oskar Sala

## Filmografie
- 1945: Leuchtende Schatten
- 1948: Chemie und Liebe
- 1953: Die Rose von Stambul

## Auszeichnungen
- 1953/1954 Deutscher Kritikerpreis für ihre Ophelia.[12]